# Carlo Faggioni
Carlo Faggioni (* 26. Januar 1915 in Carrara; † 10. April 1944 bei Anzio) war im Zweiten Weltkrieg ein Pilot der Regia Aeronautica und Aeronautica Nazionale Repubblicana.
Als Torpedoflieger operierte er u. a. mit Carlo Emanuele Buscaglia. Nach dem Waffenstillstand von Cassibile vom 8. September 1943 entschloss sich Faggioni, auf deutscher Seite den Krieg gegen die Alliierten fortzuführen. Er beteiligte sich am Aufbau der Aeronautica Nazionale Repubblicana, der Luftwaffe der Sozialrepublik Italien, dem faschistischen Reststaat in Norditalien. Am 10. April 1944 wurde er beim Kampf gegen den anglo-amerikanischen Brückenkopf bei Anzio im Rahmen der Operation Shingle abgeschossen. Faggioni war einer der am höchsten dekorierten italienischen Bomber-Piloten des Krieges. Er wurde u. a. mit dem höchsten Italiens der Medaglia d’oro al Valore Militare (Tapferkeitsmedaille in Gold) ausgezeichnet.
| Personendaten    | Personendaten                                                                                                  |
| ---------------- | --- |
| NAME             | Faggioni, Carlo                                                                                                |
| KURZBESCHREIBUNG | italienischer Militär, Pilot der Regia Aeronautica und Aeronautica Nazionale Repubblicana im Zweiten Weltkrieg |
| GEBURTSDATUM     | 26. Januar 1915                                                                                                |
| GEBURTSORT       | Carrara |
| STERBEDATUM      | 10. April 1944                                                                                                 |
| STERBEORT        | bei Anzio |